# 科学方法
科學方法（英語：Scientific method）是一種獲取知識的經驗證據方法，自17世紀以來一直是科學發展的特徵。科學方法涉及仔細觀察和嚴格懷疑，因為認知假設（英語：cognitive assumption）可能會扭曲對觀察結果的解釋。科學探究包括經由歸納推理創建假說，藉實驗和統計分析進行檢驗，並根據結果調整或放棄假說。
儘管不同研究領域的程序有所不同，但基本流程通常相似。科學方法的過程包括做出猜想（假說性解釋），從假說中得出預測作為邏輯結果，然後根據這些預測進行實驗或經驗觀察。 假說是基於在尋求問題答案時所獲得的知識的猜想。假說可能非常具體，也可能很廣泛。然後科學家透過進行實驗或研究來檢驗假說。科學假說必須可被證偽，這意味著可以確定實驗或觀察的可能結果與從假說推斷出的預測相衝突；否則，該假說無法得到有意義的檢驗。
雖然科學方法通常表現為一系列固定的步驟，但它代表的是一組一般原則。並非所有步驟都會在每次科學探究（英語：Scientific inquiry）中發生（也不以相同程度發生），而且它們的順序並不總是相同。

## 概述
科學方法涉及到很多步驟，首先，需要觀察大自然並且對於自然現象提出有意義的問題，然後再想出假說來解釋自然現象，之後設計實驗來檢驗這些假說，核對從這些假說所給出的預言是否正確無誤。為了要防範在做實驗時發生錯誤或誤解，這些步驟必須具有可重複性。一個假說在被學術界廣泛接受之前，必須先通過科學方法的嚴格驗證，以有條有理的方式來將理論結果與實驗數據互相比較。只有當理論結果和實驗數據互相吻合時，這假說才能被學術界接受。涉及比較廣泛學術領域的理論，可能會融合許多獨立推出的假說在一起，配搭一致、相輔相成。通過嚴格檢驗的理論，又可以觸類旁通，幫助形成新假說，或者設定其它假說的上下文。
為了減少獲得偏差結果的機會，科學研究通常是要越客觀越好。所有測量數據與實驗程序都必須詳細紀錄，存檔於安全的資料庫，並且可供適當學者共享。這樣，適當學者可以仔細檢查，通過複製實驗來核對結果。這種行為方式，稱為充分公開，容許建立這些數據在統計學的信度。